# Arthropteris caudata
Arthropteris caudata är en spjutbräkenväxtart som beskrevs av Eduard Rosenstock. Arthropteris caudata ingår i släktet Arthropteris och familjen Nephrolepidaceae. Inga underarter finns listade.